# Эмилиани, Иероним
Иероним Эмилиани (итал. Gerolamo Emiliani, 1486 г., Венеция, Италия — 8 февраля 1537 г., Бергамо, Италия) — святой Римско-Католической Церкви, священник, основатель монашеской конгрегации «Регулярные клирики Сомаски» («Братство клириков Сомаски»).

## Биография
Иероним Эмилиани был офицером венецианской армии, когда Венецианская республика воевала с Камбрейской лигой, императором Священной Римской империи Максимилианом I и королём Франции Людовиком XIII. Во время одного из сражений Иероним Эмилиани попал в плен. Содержался в темнице Кастель Нуово, где испытал религиозное обращение.
В 1518 году Иероним Эмилиани был рукоположен в священника и стал заниматься пастырской деятельностью среди голодных, нищих и сирот. Основывал сиротские дома в Брешиа, Комо и Бергамо. В Вероне Иероним Эмилиани основал дом для проституток и госпиталь. В 1537 году Иероним Эмилиани умер во время ухода за жертвами эпидемии.

## Прославление
Иероним Эмилиани был беатифицирован в 1747 году Римским папой Бенедиктом XIV и канонизирован в 1767 году Римским папой Климентом XIII. В 1928 году Пий XI назвал его покровителем сирот и брошенных детей.
День памяти в Католической Церкви — 8 февраля.

## Источник
- Klein, Diethard (Hrsg.) 2000: Das große Hausbuch der Heiligen: Berichte und Legenden. München: Pattloch, стр. 78-82
- Duchniewski J., Hieronim Emiliani, [w:] Encyklopedia katolicka, t. 6, Lublin 1993, стр. 856—857.